# ピーチ流!
『ピーチ流!』（ピーチりゅう!）は、読売テレビ（ytv）で、2008年4月8日（4月7日深夜）から毎週月曜日未明（日曜深夜）に放送されているアイドル情報バラエティ番組である。
2015年4月12日（4月11日深夜）からは『すもももももも!ピーチCAFÉ』（すもももももも!ピーチカフェ）へと改題し、毎週日曜日未明（土曜日深夜）の1:58 - 2:28に放送されている。2021年4月時点での番組タイトルは『ピーチCAFE』（ピーチカフェ）。
2009年10月よりハイビジョン撮影となり4:3から16:9の画面へと移行した。

## 概要
2008年4月8日より『ピーチ流!』として放送開始。女性タレント・モデルで結成された番組内ユニット『ピーチーズ』が、「女子力向上」を目指して、様々な企画に挑戦する。また、最新のエンタメ情報や新商品情報などの紹介もしている。
2008年12月30日分でナビゲーターを務めてきた鹿谷が降板し、翌週の2009年1月5日より、ピーチーズが主体となって番組を進行している。
2010年3月2日分で放送100回を迎えたことを記念して、バンバンバザールプロデュースによるピーチーズのオリジナルソング「Baby! My Baby!!」を発表した。
2011年1月18日には、写真家の寅貝真知子指導の下、携帯電話のカメラ機能を使った撮影術を取材。この場で同年5月14日に、「ピーチーズケータイ写真展」を開催することが発表され、番組内でも撮影術・展示の方法、開催場所となったフジハラビルなどを特集した。写真展の模様は前日の準備風景も含めて、同年5月24日から3週に渡って放送された。
2012年2月14日分で放送200回を迎えた。その2大企画として「すももももももピーチーズ フレッシュメンバーオーディション」と題した、ピーチーズ増員のための公募によるオーディションが同日に発表され、同年6月11日放送分でオーディションに合格した3名が「6期生」として同日から加入、さらに花*花プロデュースによるピーチーズの新曲プロジェクトが、2月27日の番組内で発表され、7月2日の放送では、曲名を全員で話し合った結果「花*song」（フラワー・ソング）と決定した。8月26日には、『24時間テレビ 「愛は地球を救う」』の大阪会場ツイン21と、南港ATCの2か所のステージで「花*song」を披露した。
2012年4月9日からは、放送曜日が火曜未明（月曜深夜）から月曜未明（日曜深夜）へと変更、番組開始以来初の放送曜日移動となった。
2015年4月12日からは放送曜日を日曜未明（土曜深夜）に移し、30分番組となって『すもももももも!ピーチCAFÉ』にリニューアル。『ピーチ流!』とは違いスタジオ収録が中心となるが、従来通りのロケ企画も継続される。2015年3月末で読売テレビを退社した川田裕美がフリー転身後初のテレビレギュラー番組で、局アナ時代を通じて初のメインMCを務める。
2021年6月19日の放送回（第310回）では、店長である川田裕美の38歳の誕生日（6月22日）を記念して、また和菓子の日に近い放送回ということもあり、「激あつトレンドバトル!ランキングジャンボリー」コーナー内にて、お取り寄せあんこスイーツを紹介。川田自身もお取り寄せに使うという、全国の和菓子を取り扱う通販サイト兼WEBマガジンのあんこ百貨店が登場した。

## 放送時間の変遷
※時刻表記は、すべて日本時間（JST）とし、特別番組等の編成で遅延・繰り下げの場合もある。
ピーチ流!
- 開始 - 2008年7月8日：火曜日 1:44 - 1:59（月曜日深夜）
- 2008年7月14日 - 12月：火曜日 1:39 - 1:54（月曜日深夜）
- 2009年1月 - 2012年3月：火曜日 1:29 - 1:44（月曜日深夜）
- 2012年4月 - 2015年4月：月曜日 1:45 - 1:59（日曜日深夜）[9]

すもももももも!ピーチCAFÉ
- 2015年4月 - 現在：日曜日 1:58 - 2:28（土曜日深夜）

### 特記事項
- 不定期で、放送時間を5分拡大して放送することもある。これは、リニューアルした『ピーチCAFÉ』でも引き継がれている。
- 月曜未明（日曜深夜）時代、『NNNドキュメント』が55分版で放送される場合、上記時間から25分遅延して放送した。
- 2012年12月17日放送分は、同日に執行・投開票された第46回衆議院議員総選挙に伴う選挙特番『NNN総選挙特番 ZERO×選挙2012』に伴い休止したが、同年12月20日（12月19日深夜）の2:48 - 3:02枠で振り替えて放送した[11]。

## 出演者

### 現在の出演者
川田はオープンカフェの店長、ピーチーズおよびやのぱんはその客という体裁をとっている。

#### ピーチCAFE店長
- 川田裕美

#### ピーチーズ
2011年10月25日の放送での企画「自己プロデュース・中村葵編」で、中村を「ピーチーズ1期生」と紹介したことから、当記事もこれに合わせるものとする。
1期生
- 中村葵（なかむら あおい）放送開始から

6期生
- 緑川静香（みどりかわ しずか）2012年6月11日放送分から

7期生
- 川上愛（かわかみ まな）2013年9月2日放送分から
- 入矢麻衣（いりや まい）2013年9月9日放送分から

8期生
- 松山メアリ（まつやま メアリ）2014年10月6日放送分から

9期生
- 杉枝真結（すぎえだ まゆ）2015年9月6日放送分から

10期生
- 武井玲奈（たけい れな）2016年4月3日放送分から
- 森山くるみ（もりやま くるみ）2016年4月3日放送分から

11期生
- 谷内咲季（たにうち さき）2017年4月22日放送分から
- 林穂乃花（はやし ほのか）2017年4月22日放送分から

12期生
- 早坂風海（はやさか かざみ）2021年4月18日放送分から
- 山本瑠香（やまもと るか）2021年4月18日放送分から
- ローズありさ 2021年4月18日放送分から
- 朝木茉永（あさき まな）2021年4月18日放送分から

#### レギュラー
- やのぱん
- 藤原一裕（ライセンス）2020年7月5日放送分から

#### 準レギュラー
- オオヌキタクト

#### イケメンアルバイター
- 吉本考志（劇団Patch）

#### ナレーター
- 松尾明子

### 過去の出演者

#### ナビゲーター
- 鹿谷弥生（しかたに やよい）放送開始 - 2008年12月30日放送分

#### ピーチーズ
- 増羽みどり（ますば みどり、1期生）放送開始 - 2008年9月16日放送分
- レイナ（れいな、3期生）2009年4月7日放送分 - 降板時期不明
- 三輪仁美（みわ ひとみ、1期生）放送開始 - 2009年12月29日分
- 新美佳世（しんみ かよ、2期生）2008年9月30日放送分 - 2009年12月29日放送分
- 金城真央（かねしろ まお、2期生）2008年9月30日放送分 - 2010年10月19日放送分
- 森下真依（もりした まい、2期生）2008年9月30日放送分 - 2010年10月19日放送分
- 上嶋咲貴（うえじま さき、3期生）2009年4月7日放送分 - 2010年10月19日放送分
- 森はるか（もり はるか、4期生）2010年1月5日放送分 - 2011年10月11日放送分
- 藤井麻貴（ふじい まき、5期生）2010年11月2日放送分 - 2012年10月8日放送分
- 浅居円（あさい まどか、5期生）2010年11月2日放送分 - 降板時期不明
- 伊東由起（いとう ゆき、5期生）2010年10月26日放送分 - 降板時期不明
- 優実（ゆみ、6期生）2012年6月11日放送分 - 降板時期不明
- 國嶋絢香（くにしま あやか、6期生）2012年6月11日放送分 - 降板時期不明
- 藤村椿（ふじむら つばき、7期生）2013年9月9日放送分 - 降板時期不明
- 斉藤雪乃（さいとう ゆきの、4期生）2010年1月5日放送分 - 2014年10月6日放送分
- 柴田綾（しばた あや、5期生）2010年10月26日放送分 - 2014年10月6日放送分
- 檜垣さゆり（ひがき さゆり、5期生）2010年11月2日放送分 - 2015年8月30日放送分
- 永井礼佳（ながい あやか、7期生）2013年9月2日放送分 - 2016年3月27日放送分
- 二村祥絵（ふたむら さちえ、7期生）2013年9月2日放送分 - 2016年3月27日放送分
- 森下真知子（もりした まちこ、8期生）2014年10月6日放送分 - 2016年3月27日放送分
- 山根香（やまね かおり、8期生）2014年10月6日放送分 - 2017年3月25日放送分
- 関明日香（せき あすか、9期生）2015年9月6日放送分 - 2017年1月28日放送分
- 大濱絵梨香（おおはま えりか、10期生）2016年4月3日放送分 - 2017年3月18日放送分
- 出口亜梨沙（でぐち ありさ、10期生）2016年4月3日放送分 - 2017年4月1日放送分
- 小林美稀（こばやし みき、11期生）2017年4月22日 - 2020年3月
- 芥田愛菜美（あくた まなみ、11期生）2017年4月22日 - 2020年3月

#### イケメンアルバイター
- ARATA
- 村川勁剛
- 芝山敦貴
- 仲田克也

#### 番組向上委員会（不定期出演）
- 代走みつくに
- 高松新一（オジンオズボーン）

## 備考
- 当初の出演者である鹿谷、中村、三輪の3人はファンタスタープロモーション所属だが、増羽はブルースプラッシュ所属である。
- ピーチーズのメンバーの一部は、NTT docomoのytv・関西ローカル・期間限定インフォマーシャルに、3人1組で出演している。
- 2012年5月8日発売の関西ウォーカーの特集「女子も楽しめる♪のんびりラクラク日帰り鉄道旅」で、浅居を除いた6人のピーチーズが登場し、伊東・柴田・檜垣は鞍馬寺[12] を、中村・斉藤・藤井は宮津・天橋立[13] を実際に旅した模様が掲載され、同月25日発売の関西夏ウォーカーの特集「花火らくらく観覧術!!」でも、中村・浅居を除いた5人のピーチーズが登場・掲載されている[14][15][16][17]。

## 番組オリジナルソング
Baby! My Baby!!
- 作詞・作曲、プロデュース - 福島康之（バンバンバザール）
- 歌 - ピーチーズ（中村葵、金城真央、森下真依、上嶋咲貴、森はるか、斉藤雪乃）

花*song（フラワー・ソング）
- 作詞・作曲 - おのまきこ（花*花）、アレンジ - 白山貴史
- 歌 - ピーチーズ（中村葵、斉藤雪乃、伊東由起、柴田綾、檜垣さゆり、藤井麻貴、浅居円、緑川静香、優実、國嶋絢香）

## 番組制作（スタッフ）
- ナレーション - 松尾明子
- ディレクター - 大島千明、島田大介、岡山雅信
- 演出・プロデューサー - 瀬戸優
- チーフプロデューサー - 守本貴則
- 制作協力 - ytv Nextry（旧:映像企画）
- 制作著作 - ytv（読売テレビ）

過去のスタッフ
- プロデューサー - 古島裕己、八田隆、檀徹、朝倉健司、佐藤学、片岡進太郎
- チーフプロデューサー - 宇野馨、片岡みほ、竹本輝之、山本純也、中島恭助、山口剛正

## 関連商品
ピーチ流! - ピーチーズからの贈り物「NAKAMA」
- 制作 - 読売テレビエンタープライズ
- 出演 - 中村葵、三輪仁美、金城真央